# Sekrety i kłamstwa (serial telewizyjny)
Sekrety i kłamstwa – chorwacki serial paradokumentalny emitowany w telewizji RTL Televizija. W Polsce serial ten emituje TV Puls.
Serial opowiada o rodzinnych problemach o relacjach między ludźmi. Historie skrywanych tajemnic, niedomówień, zazdrości czy ingerencji, poznajemy rodzinne sekrety, które rzadko wychodzą na jaw. W każdym odcinku prezentowana jest jakaś historia oparta na faktach, a każdy odcinek serialu to inna historia. Polską wersją tego serialu jest Ukryta Prawda